# Байлянгарское сельское поселение
Байлянгарское сельское поселение — сельское поселение в Кукморском районе Татарстана.
Административный центр — село Байлянгар.
В состав сельсовета входят 4 населённых пункта.

## География
Байлянгарское  сельское  поселение расположено в  Предкамской природно-экономической зоне Республики  Татарстан. На территории  Байлянгарского сельского поселения  протекает  река  Нурминка. Байлянгарское  сельское  поселение  граничит  с  Большекукморским, Большесардекским, Олуязским, Каенсарским, Нырьинским, Оштарма-Юмьинским,  Среднекуморским  сельскими  поселениями.

## История
Байлянгарское сельское поселение образовалось в 1924 году.
Байлангар - это производное от оригинального названия Байлар угланнары, что в переводе дословно Дети богача.
Более подробная информация об истории Байлангар описана в книге автора Ярмиев, Рафаэль Камал улы.
Бай угланнар китабы (Байлангар авыл җирлеге тарихы) [Текст] / Рафаэль Ярмиев. - Чебоксары : Мәхмүтләр, 2017. - 463 с. : ил., портр., табл.; 25 см.; ISBN 978-5-9907378-4-6 : 500 экз.
https://search.rsl.ru/ru/record/01009404505
Так же о Байлангар упоминается в книге Яхиннар. - Казань: издательство “Ихлас”, 2016. - 208 страниц, ISBN 978-5-906701-70-1, © Нуруллин Р.Г., 2016, консультанты: Рустем Мухаммадович Яхин и Рафис Риннатович Нуруллин. УДК 373.167.1 ББК 74.261; у Н90. Тираж 500 экземпляров. Заказ М-470.

## Население
Численность населения на начало 2022 года — 1035 человека.
Национальный состав поселения — татары.

## Административное деление
- село Байлянгар
- деревня Нурмабаш
- деревня Саз-Тамак
- посёлок железнодорожного разъезда Саз-Тамак